# Luperus mauretanicus
Luperus mauretanicus es una especie de insecto coleóptero de la familia Chrysomelidae.
Fue descrita científicamente en 1898 por Maurice Pic.